# Wytowno
Wytowno [pronunciación en polaco: /vɨˈtɔvnɔ/] (en alemán: Weitenhagen) es un pueblo en el distrito administrativo de Gmina Ustka, dentro del Distrito de Słupsk, Voivodato de Pomerania, en el norte de Polonia. Se encuentra aproximadamente 8 kilómetros al este de Ustka, 14 kilómetros al norte de Słupsk, y 111 kilómetros al oeste de la capital regional, Gdańsk.
Hasta 1648 el área era parte del Ducado de Pomerania, entre 1648 y 1945 fue parte de Prusia y de Alemania.
El pueblo tiene una población de 360 habitantes.